# Інтер (Турку)
«Інтер» (фін. Inter) — фінський футбольний клуб із Турку, заснований 1990 року. Виступає у найвищій лізі Фінляндії.

## Історія
«Інтер» засновано у 1990 році Стефаном Гокансом, директором буксирно - рятувальної компанії, начебто після того, як його 11 - ти річний син не зміг пробитися в одну з молодіжних команд міста Турку. Заснований «Інтер» був як молодіжна команда, а в 1992 році була створена доросла команда. Клуб почав виступати у Третьому дивізіоні чемпіонату Фінляндії. Наступного сезону команда перейшла до Другого дивізіону, замінивши там фінансово неблагонадійний клуб ТПС. Менеджер Тімо Сінкконен інвестував придбання нових гравців і в результаті команда посіла друге місце і вийшла до ліги Юккенен.
У 1995 році «Інтер» виграв турнір Юккенен і вчергове підвищився в класі. Сезон 1996 року став дебютним для команди у Вейккауслізі. Команда була поповнена новими гравцями, також було побито рекорд відвідуваності на матчах. Дербі з ТПС відвідало 8200 глядачів.
У 1997 році «Інтер» вилетів з Вейккаусліги та вже за рік поернувся. В команду були залучені нові іноземні футболісти, а також молодь з влсної академії. З того часу «Інтер» є постійним учасником Вейккаусліги.
2008 рік став визначальним в історії команди. Спочатку було виграно Кубок Ліги, а згодом «Інтер» вперше в своїй історії став чемпіоном Фінляндії. У 2009 році прийшла і перша перемога у національному Кубку. У фінальному матчі був переможений клуб «Тампере Юнайтед». В тому ж році «Інтер» дебютував у кваліфікації Ліги чемпіонів але двічі програв 0:1 молдовському «Шерифу».
У 2016 році «Інтер» посів передостаннє місце в чемпіонаті і був змушений грати перехідні матчі за право звлишитися у Вейккауслізі. Земляки з ТПС були переможені 2:0 і «Інтер» продовжив виступати у вищому дивізіоні.

## Досягнення
Чемпіонат Фінляндії:
- Чемпіон (1): 2008
- Віце-чемпіон (4): 2011, 2012, 2019, 2020

Кубок Фінляндії:
- Володар кубка (2): 2009, 2017-18
- Фіналіст (5): 2014, 2015, 2020, 2022, 2024

Кубок Ліги:
- Володар кубка (3): 2008, 2024, 2025

## Відомі гравці
- Арі Нюман (2000—2007, 2009—2018)
- Атс Пур'є (2008—2009)
- Юусо Гямяляйнен (2013—2015, 2019—т.ч.)
- Артту Госконен (2015—2021)
- Генрік Мойсандер (2016—2021)